# عائلة كيمبل

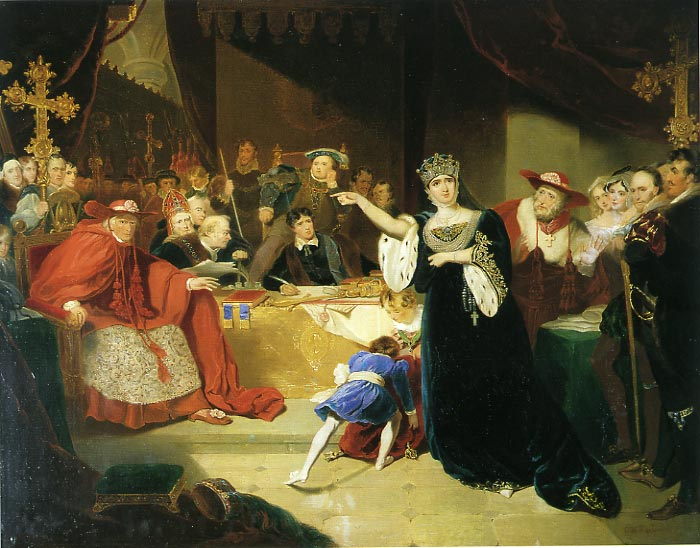

عائلة كامبل (بالإنجليزية: Kemble family)‏ هي عائلة إنجليزية فنية وأدبية، أعتلت المسرح الإنجليزي لعدة عقود، وأشهرهم سارة سيدونس (1755-1831) وشقيقها جون فيليب كيمبل (1757-1823) وهما الأكبر سناً من بين اثني عشر طفلاً من روجر كمبل (1721- 1802)، والذي كان استعراضي وممثل متنقل ومدير شركة وارويكشاير للكوميديين وقد تزوج عام 1753 من الممثلة، سارة وارد. وقد وُلد روجر كيمبل في هيريفورد ، وكان ابن أخ الاب جون كيمبل ، والذي كان كاهن كاثوليكي متمرد ، أعدم في تلك المدينة عام 1679. هناك ثلاثة أطفال أصغر سناً من روجر، وهم ستيفن كيمبل (1758-1822) ، تشارلز كيمبل (1775) - 1854) ، وإليزابيث ويتلوك (1761-1836) وقد كانوا ممثلين أيضًا ، بينما كانت آن هاتون روائية.
صور جورج هنري هارلو في لوحته الشهيرة "محاكمة الملكة كاثرين"، العديد من أفراد عائلة كيمبل. وقد كانت فكرة هذه اللوحة مأخوذة من مسرحية هنري الثامن، الفصل الثاني، المشهد الرابع، و تفنيد الكاردينال وولسي ، المتهم بتهمة التحريض على طلاق هنري من الملكة ، كاثرين. وقد قام جون فيليب كيمبل بإنتاج هذا العمل عندما تولى إدارة حديقة كوفنت في عام 1806. كان هارلو صديقا شخصيا لعائلة كيمبل وكانت هذه الصورة تحية وهدية منه لأصدقائه. كان جون فيليب كمبل يرتدي ملابس باللون القرمزي. وأخوه تشارلز كيمبل (بالأسود) ويظهر جزء من توماس كرومويل في اللوحة وهو يجلس خلف الطاولة. خلفه مباشرة ستيفن كمبلي في دور هنري. وتقوم الأخت، سارة سيدون بدور كاثرين.
وامتد جيل الممثلين إلى ابنتَي تشارلز كيمبل وماريا تيريزا كيمبل: الممثلة فاني كيمبل (1800-1893) وأديلايد كمبل (1815-1879) مغنية الأوبرا. كما أصبح كلاً من ابن سارة سيدون، وهو هنري كيمبل ، وابن ستيفن كيمبل ، واسمه ايضاُ هنري كيمبل ، ممثلين.
من بين أعضاء عائلة كيمبل اللاحقين، يمكننا أيضًا ان نذكر حفيد تشارلز كيمبل ، وهو هنري كيمبل (1848-1907) ، الممثل الشهير في لندن. وكان هناك اثنان على الأقل من أعضاء العائلة في القرن العشرين وهما فيوليت كيمبل كوبر وليليان كيمبل كوبر. وينحدر من العائلة كذلك سيباستيان كروفت (2001) وهو ممثل شهير في القرن الواحد والعشرين.